# M.Upparahalli, Malur
M.Upparahalli là một làng thuộc tehsil Malur, huyện Kolar, bang Karnataka, Ấn Độ.